# NGC 684
NGC 684 é uma galáxia espiral (Sb) localizada na direcção da constelação de Triangulum. Possui uma declinação de +27° 38' 46" e uma ascensão recta de 1 horas, 50 minutos e 14,1 segundos.
A galáxia NGC 684 foi descoberta em 26 de Outubro de 1786 por William Herschel.